# Destiny Chukunyere
Destiny Chukunyere (művésznevén: Destiny) (Birkirkara, 2002. augusztus 29. – ) máltai énekesnő. A 2015-ös Junior Eurovíziós Dalfesztivál győztese Málta képviseletében, a máltai X Factor második évadának győztese. Ő képviselte volna Máltát a 2020-as Eurovíziós Dalfesztiválon, majd képviseli ténylegesen 2021-ben.

## Magánélete
Destiny Birkirkara városában született 2002-ben, és azóta is ott él. Tanulmányait Ħamrunban végezte. Édesapja, a nigériai származású Ndubisi Chukunyere, volt focista, míg édesanyja máltai származású. Két fiatalabb testvére van: egy lánytestvére, Melody, és egy fiútestvére, Isaiah.

## Pályafutása
Destiny eleinte különböző fesztiválokon vett részt: 2014-ben a Kanzunetta Indipendenza nevű fesztiválon harmadik helyezett lett Festa t'Ilwien című dalával, majd megnyerte a Asterisks Dalfesztivált és a Junior Sanremói Dalfesztivált Olaszországban.

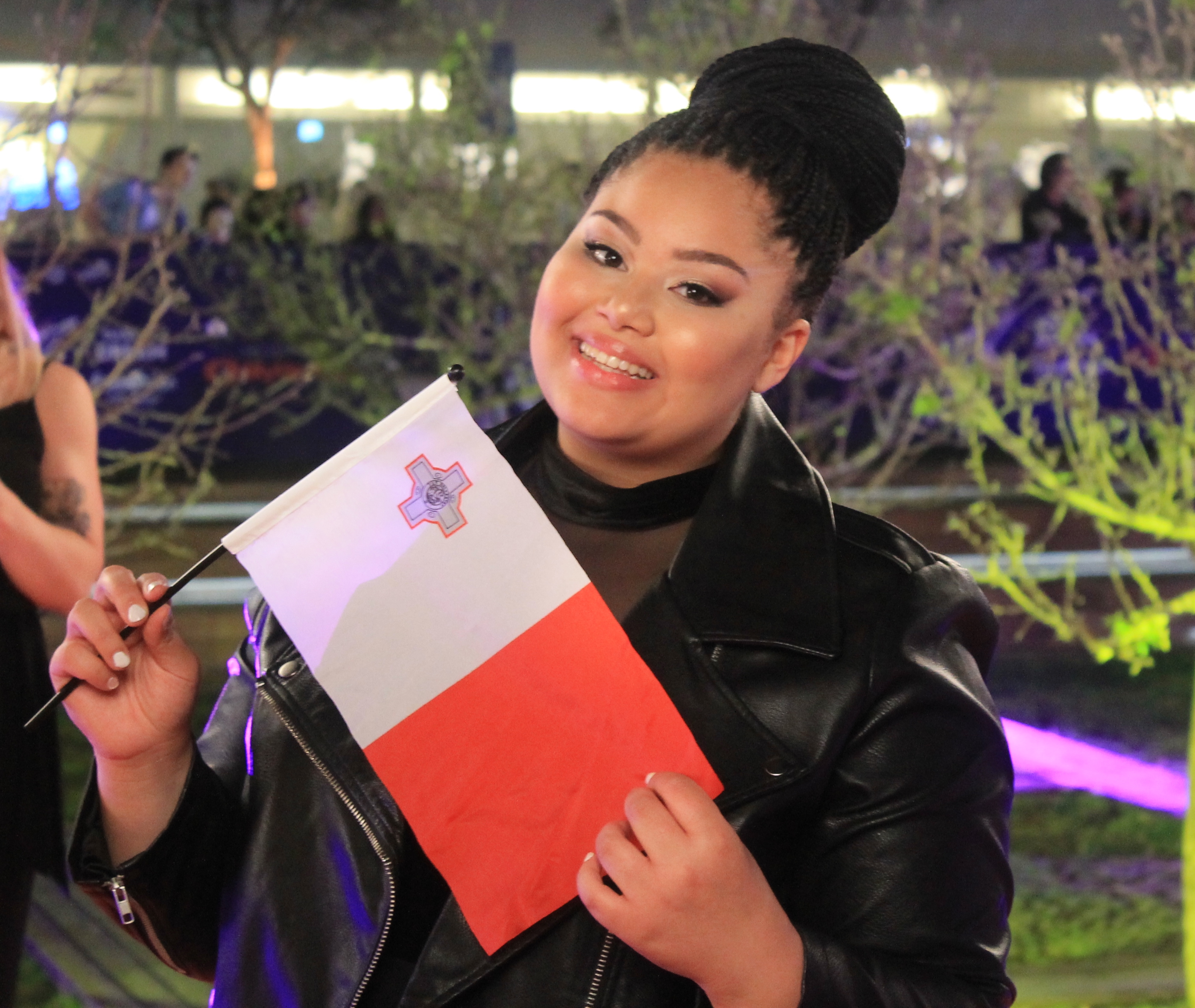
Destiny a 2019-es Eurovíziós Dalfesztivál megnyitó ünnepségén a máltai delegáció tagjaként

2015. június 26-án a máltai műsorsugárzó bejelentette, hogy az énekesnő bekerült a máltai junior eurovíziós nemzeti döntőbe. Július 11-én sikerült megnyernie a döntőt Aretha Franklin Think című dalának feldolgozásával, így ő képviselte hazáját a 2015-ös Junior Eurovíziós Dalfesztiválon, a bolgár fővárosban, Szófiában. Versenydala, a Not My Soul október 26-án jelent meg.
A Junior Eurovízió november 21-én rendezett döntőjében fellépési sorrend szerint tizenötödikként lépett színpadra, a San Marino-i Kamilla Ismailova után, és az albán Mishela Rapo előtt. A szavazás során mindegyik országtól kapott legalább egy pontot, míg összesen nyolc maximális ponttal jutalmazták, így összesítve 185 ponttal megnyerte a versenyt. Érdekesség, hogy ezzel a 2004-ben María Isabel által felállított rekordot (171 pont) megdöntötte. December 15-én Destiny és csapata megkapta a  Midalja għall-Qadi tar-Repubblika érmét, amelyet a máltai miniszterelnök írásbeli jóváhagyásával ítélnek oda azoknak, akiket kitüntetnek Máltáért nyújtott szolgálatukért.
2017 elején részt vett a Britain’s Got Talent című brit műsor meghallgatásán, ahol szintén ugyanazt a dalt énekelte, amit a máltai válogató során. A zsűri mindegyik tagja továbbjuttatta, majd a május 30-i második elődöntőben hatodik helyen zárt, így el kellett hagynia a versenyt.
2019-ben az Eurovíziós Dalfesztiválon a máltai csapatot erősítette vokalistaként Michela Pace és a Chameleon című versenydal mögött. A dal az elődöntőből bejutott a május 18-i döntőbe, ahol 107 pontot összegyűjtve a 14. helyen végzett. Ugyanebben az évben jelentkezett a máltai X Factor második évadába, ahol a lányok kategóriájába került. Mentora a 2002-es és 2016-os Eurovíziós Dalfesztiválon résztvevő Ira Losco volt.

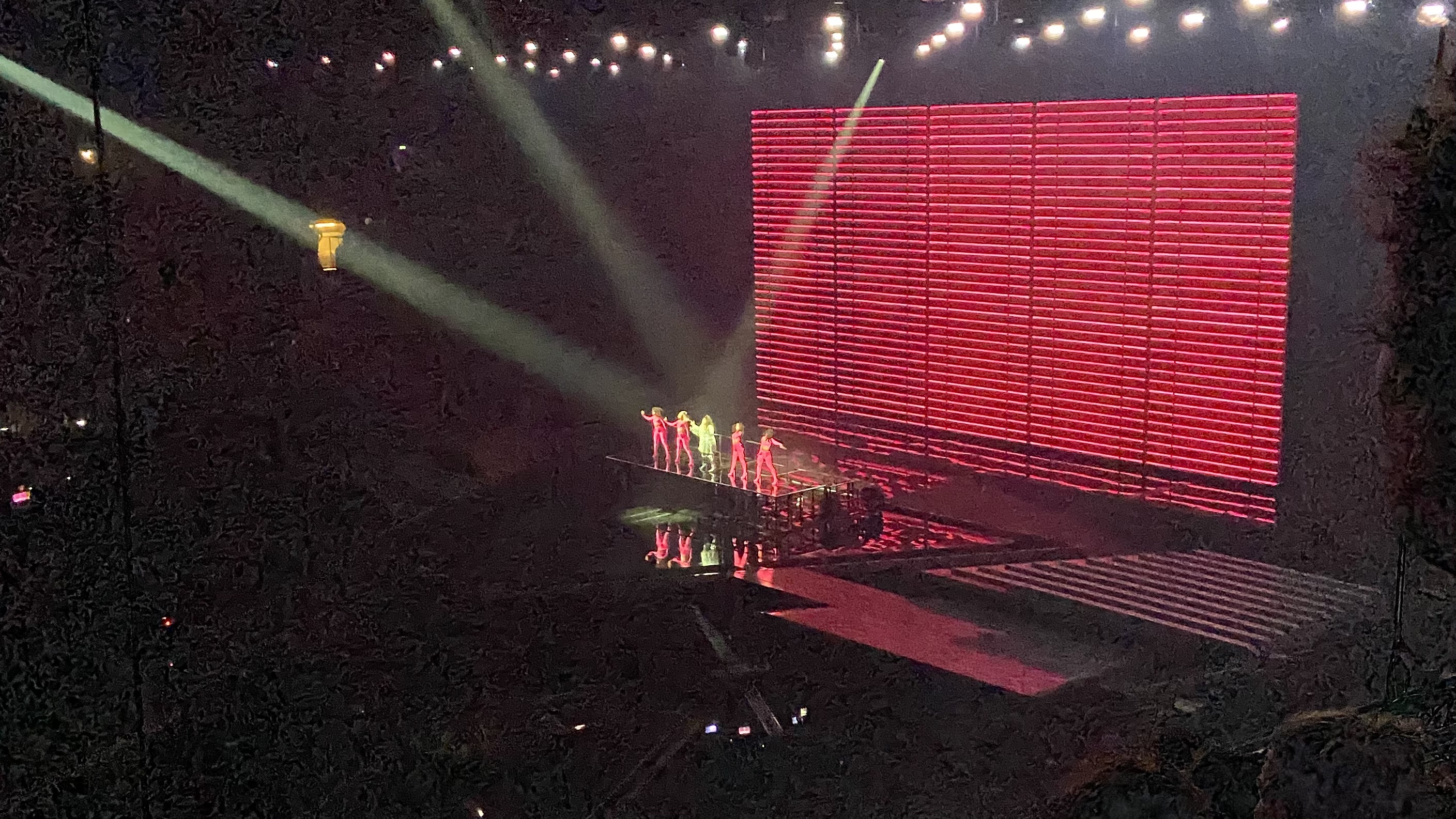
Az Eurovíziós Dalfesztiválon

A tehetségkutató show-műsor 2020. február 8-án rendezett döntőjében győzelmet aratott, így ezúttal ő képviselhette volna hazáját a felnőtt versenyen. Versenydala, az All Of My Love, amely Március 9-én jelent meg. A dalt az előzetes sorsolás alapján először a május 12-i első elődöntő második felében adták volna elő, azonban március 18-án az Európai Műsorsugárzók Uniója bejelentette, hogy 2020-ban nem tudják megrendezni a versenyt a COVID–19-koronavírus-világjárvány miatt. A máltai műsorsugárzó jóvoltából az énekesnő lehetőséget kapott az ország képviseletére a következő évben egy új versenydallal. Nyereménye az Eurovíziós Dalfesztiválon való részvétel mellett tartalmazott egy szerződést a Sony Music Italy-hoz. Új dalát, a Je Me Casse-t 2021. március 15-én mutatták be a dalfesztivál hivatalos YouTube-csatornáján.
Az Eurovíziós Dalfesztiválon a dalt először a május 18-án rendezett első elődöntőben adták elő, a fellépési sorrendben utolsóként, az ukrán Go A Shum című dala után. Az elődöntőből az első helyezettként sikeresen továbbjutottak a május 22-i döntőbe, ahol fellépési sorrendben hatodikként léptek fel, az orosz Manizha Russian Woman című dala után és a portugál The Black Mamba Love Is on My Side című dala előtt. A szavazás során a zsűri szavazáson összesítésben harmadik helyen végeztek 208 ponttal (Norvégiától és Svédországtól maximális pontot kaptak), míg a nézői szavazáson tizennegyedik helyen végeztek 47 ponttal, így összesítésben 255 ponttal a verseny hetedik helyezettjei lettek. A döntőben 2013 óta először végeztek a legjobb tízben.

## Diszkográfia

### Kislemezek
- Festa t'Ilwien (2014)
- Not My Soul (2015)
- Embrace  (2016)
- Fast Life (Ladidadi) (2016)
- All Of My Love (2020)
- Je Me Casse (2021)